# 21461 Alexchernyak
21461 Alexchernyak è un asteroide della fascia principale. Scoperto nel 1998, presenta un'orbita caratterizzata da un semiasse maggiore pari a 2,2074665 UA e da un'eccentricità di 0,0594076, inclinata di 2,16836° rispetto all'eclittica.